# Novo Progresso
Novo Progresso este un oraș în Pará (PA), Brazilia.